# جيري بارتا
جيري بارتا (بالتشيكية: Jiří Barta)‏ هو محرك دمى ورسام رسوم متحركة وكاتب سيناريو ومخرج تشيكي، ولد في 26 نوفمبر 1948 في براغ في التشيك.

## وصلات خارجية
- جيري بارتا على موقع IMDb (الإنجليزية)
- جيري بارتا على موقع ألو سيني (الفرنسية)
- جيري بارتا على موقع ميوزك برينز (الإنجليزية)
- جيري بارتا على موقع أول موفي (الإنجليزية)
- جيري بارتا على موقع قاعدة بيانات الفيلم (الإنجليزية)
- جيري بارتا على موقع كينوبويسك (الروسية)